# Arsénite
Les arsénites sont des oxydes d'arsenic qui possèdent un degré d'oxydation de III+. Ils n'apparaissent que très rarement spontanément dans la nature. Ils peuvent cependant être synthétisés et être utilisés dans l'industrie (production de pesticides notamment)   
. Historiquement, ils ont joué un rôle important comme pigments vert-bleu pour la peinture, tel le vert de Paris ou le vert de Scheele avant d'être remplacés par des composés moins toxiques.

## Description

Formule chimique de l'ion arsénite

Formule chimique de l'ion méta-arsénite

Il existe 2 acides arsénieux : l'Acide orthoarsénieux de formule H3AsO3 et l'acide métaarsénieux de formule HAsO2. Ceci crée une liste des ions arsénite :
- ion dihydrogénoortho-arsénite ou dihydrogénoarsénite : H2AsO3−
- ion hydrogénoortho-arsénite ou hydrogénoarsénite : HAsO32−
- ion arsénite : AsO33−
- ion méta-arsénite : AsO2−

## Gisements naturels
Des localisations connues de tels minéraux sont situées :
- dans le complexe skarn de manganèse à Långban (Suède) ;
- dans les substrats polymétalliques de Tsumeb en Namibie.

Les radicaux les plus couramment observés sont : 
- l'anion AsO33− présent par exemple dans la reinerite (Zn3(AsO3)2).

Il arrive que l'on observe un anion de diarsénite comme dans la leiteite (Zn[As2O4]) et dans la paulmooreite Pb[As2O5].
Des arsénites plus complexes existent, et comprennent par exemple la schneiderhöhnite Fe2+Fe3+3[As5O13] et la ludlockite PbFe3+4As10O22,,.

## Toxicité et écotoxicité
Les arsénites sont des poisons pour les animaux et l'Homme, ainsi que pour la plupart des plantes. 

Les fiches de sécurité internationales des arsénites (Cf. bibliographie plus bas) précisent :
« Il est fortement recommandé de ne pas laisser ce produit contaminer l'environnement en raison de sa persistance dans l'environnement ». 
Pour les quelques plantes connues tolérantes à l'arsenic, l'arsénite est moins dangereux que l'arséniate. Deux mécanismes de tolérance sont connus :
- Certaines plantes transforment l'arséniate en arsénite et le stockent dans des vacuoles à l'intérieur de leurs cellules foliaires, en protégeant ainsi leur cytoplasme, mais en pouvant en accumuler des quantités considérables (pour les plantes bioaccumulatrices)[7],[8] ;
- D'autres plantes (ex : Brassica juncea complexent l'As (III) par des phytochélatines (PC)[9], avec probable stockage dans des vacuoles, en conditions acides favorables à la stabilité de ces complexes[10].